# Ujwa
Ujwa es una ciudad censal situada en el distrito de Delhi sudoeste,  en el territorio de la capital nacional,  Delhi (India). Su población es de 4856 habitantes (2011). 

## Demografía
Según el censo de 2011 la población de Ujwa era de 4856 habitantes, de los cuales 2601 eran hombres y 2255 eran mujeres. Ujwa tiene una tasa media de alfabetización del 85,65%, inferior a la media estatal del 86,21%: la alfabetización masculina es del 94,68%, y la alfabetización femenina del 75,34%.